# Globigerinida

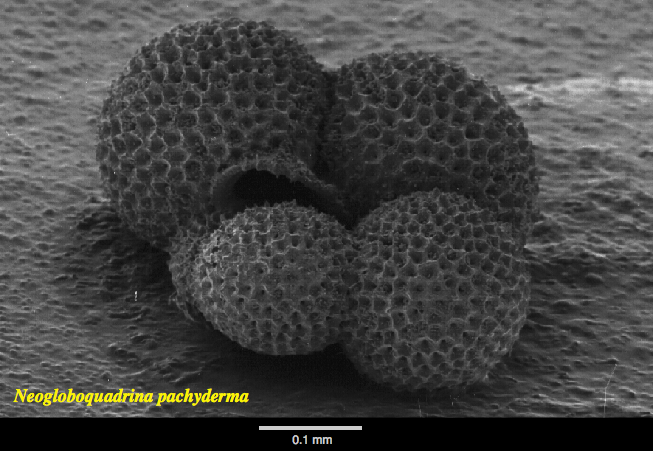
Neogloboquadrina pachyderma

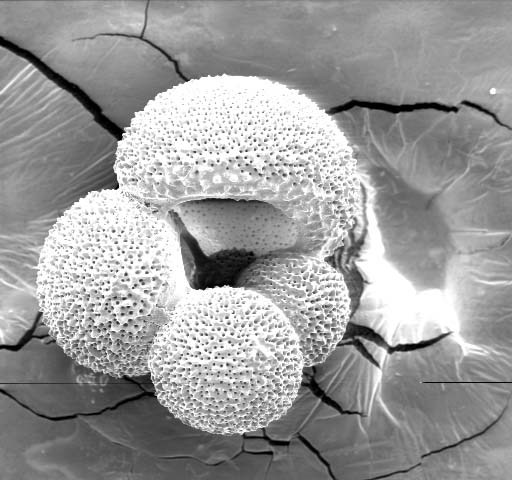
Globigerina bulloides, Gehäuse, REM

Globigerinida ist ein Taxon gehäusetragender Einzeller aus der Gruppe der Foraminiferen. Ein veralteter deutscher Begriff ist Ballentierchen. Sie ist die einzige Gruppe der Foraminiferen, deren Arten planktonisch leben.

## Merkmale
Fast alle Arten bilden Gehäuse aus Kalzit, die bei allen rezenten Arten einen sehr niedrigen Magnesiumgehalt aufweisen (Niedrig-Magnesium-Kalzit), nur bei einigen fossilen Arten ist auch Hoch-Magnesium-Kalzit (> 5 mol-% Mg) nachgewiesen. Eine Ausnahme sind die Gehäuse der fossilen Favusellacea, die aus Aragonit bestanden. Die Wandung des Gehäuses ist mit zahlreichen Poren durchsetzt, die deutlich größer sind als bei benthisch lebenden Arten und bilamellar aufgebaut, das heißt die Zellsubstanz findet sich zwischen einer inneren und einer äußeren Wandung. Die im Aufriss nahezu kreisrunden Kammern des Kalkgehäuses sind spiralig (trochospiral, planispiral) oder in Reihen angeordnet. 
Neben den Miliolida und den Rotaliida sind die Globigerinida eine der drei Foraminiferen-Gruppen, die als Wirte für photosynthetisierende Endosymbionten dienen. Solche Symbiosen sind bei den planktonisch und damit lichtnah lebenden Globigerinida allerdings anders als bei den anderen Gruppen die Regel. Bei den Endosymbionten handelt es sich um Dinoflagellaten oder Goldbraune Algen.

## Paläontologie
Globigerinida sind weltweit ein wichtiger Bestandteil des Zooplanktons. Ihre Gehäuse sinken nach ihrem Tod herab, sammeln sich am Meeresboden und bilden dort eines der häufigsten marinen Sedimente, den sogenannten „Globigerinenschlick“. Im Laufe geologischer Prozesse bilden sich so Sedimente, die in der Paläontologie zur stratigraphischen Analyse von großer Bedeutung sind. Aufgrund der extrem häufigen Funde ist ihre Evolution seit dem Miozän äußerst gut erforscht. 
Alle sieben rezenten Untergruppen sind fossil seit dem Miozän nachgewiesen, die Guembelitriidae bereits seit der Kreide. Ihr evolutionärer Ursprung ist hingegen nur unzureichend bekannt, möglicherweise gingen sie vor rund 180 Millionen Jahren aus den Oberhauserellidae hervor.

## Systematik
Die Gruppe wird derzeit wie folgt gegliedert:
- Heterohelicacea
  - Guembelitriidae
  - Chiloguembelinidae
- Globorotaliacea
  - Globorotaliidae
  - Pulleniatinidae
  - Candeinidae
- Globigerinacea
  - Globigerinidae
  - Hastigerinidae

Sowohl ihre Position innerhalb der Foraminiferen wie auch die innere Systematik der Globigerinida basieren auf rein morphologischen Merkmalen. Erste molekulargenetische Untersuchungen anhand von rRNA resultierten in kaum aussagekräftigen Ergebnissen, da die Austauschrate nicht codierender Basen bei Globigerinida rund fünfzig- bis einhundertmal so hoch ist wie bei benthischen Foraminifera, wiesen aber auf eine Nähe zu den Rotaliida hin. Spätere phylogenetische Untersuchungen anhand von Aktin bekräftigten dies, dort fanden sich die Globeriginida als Schwestertaxon einer Rotaliida, was darauf hinweist, dass die Globigerinida Teil der Rotaliida sind. Für eine endgültige Einstufung bedarf es aber noch weiterer Untersuchungen.

## Mineral
Globigerinenkalk wird in Malta als ockerfarbener Kalksandstein abgebaut. Typisch werden Häuser auf dieser Insel aus diesem Baustoff gebaut und erscheinen gelblich.
Als Brannt- beziehungsweise Löschkalk mit der Bezeichnung Torba wurde er im Neolithikum zur Anfertigung von Fußbodenbelägen verwendet.

## Nachweise
- Barun K. Sen Gupta: Systematics of modern Foraminifera, In: Barun K. Sen Gupta (Hrsg.): Modern Foraminifera. Springer Netherlands (Kluwer Academic), 2002, ISBN 1-4020-0598-9, S. 32–33. (englisch)